# Steve Peat
Steve Peat (* 17. Juni 1974 in Chapeltown) ist ein ehemaliger britischer Mountainbiker, der insbesondere in der Disziplin Downhill erfolgreich war.

## Sportlicher Werdegang
Im Alter von drei Jahren begann Steve Peat mit Radfahren. Bevor er in die Mountainbike-Szene einstieg, fuhr er BMX. Nach der Schule fuhr er im Alter von 19 Jahren die ersten Rennen. Im UCI-Mountainbike-Weltcup trat er erstmals 1997 in Erscheinung, 1998 gewann er im US-amerikanischen Snoqualmie Pass sein erstes Weltcup-Rennen im Downhill. Seitdem konnte er bis zur Saison 2006 jedes Jahr mindestens einen Sieg bei einem Weltcup-Rennen seinem Palmarès hinzufügen, dazu kommt ein Sieg im Dual Slalom in der Saison 2000. Dreimal (2002, 2004 und 2006) entschied er die Weltcup-Gesamtwertung im Downhill für sich. Nach zwei sieglosen Jahren gewann er in der Saison 2009 seine letzten beiden Weltcup-Rennen, 2012 stand er letztmals auf dem Podium.
Nach zwei Europameister-Titeln und drei Silber-Medaillen bei den Mountainbike-Weltmeisterschaften im Downhill wurde er am 6. September 2009 Weltmeister in dieser Disziplin. 2010 veröffentlichte er unter dem Titel Steve Peat World Champion: Seventeen Years in The Making ein Buch über seinen Werdegang.
Nach 2014 wurde mit Peat eine Sportdokumentation unter dem Titel Won’t Back Down: The Steve Peat Story gedreht. Jedoch kündigte er bereits ein Jahr später den Rückzug aus dem aktiven Radsport nach der Saison 2016 an. Seit dem Karriereende arbeitet er als Trainer und Linien-Coach (Erkundung der besten Linie im Downhill). Gelegentlich nimmt er noch an lokalen Downhill- und Enduro-Rennen teil.

## Ehrungen
Peat wurde im November 2008 zum Ehrendoktor der Sheffield Hallam University ernannt. Peat stammt aus Sheffield – mit dem Titel wurden seine Leistungen im Sport sowie Beiträge zu lokalen Charity Aktionen in Sheffield gewürdigt. Peat ist verheiratet und hat zwei Söhne.

## Erfolge
1998
- ein Weltcup-Erfolg – Downhill

1999
- Britischer Meister – Downhill
- zwei Weltcup-Erfolge – Downhill

2000
- Weltmeisterschaften – Downhill
- Europameister – Downhill
- Europameisterschaften – Dual Slalom
- Britischer Meister – Downhill
- ein Weltcup-Erfolg – Downhill
- ein Weltcup-Erfolg – Dual Slalom

2001
- Weltmeisterschaften – Downhill
- zwei Weltcup-Erfolge – Downhill

2002
- Weltmeisterschaften – Downhill
- Britischer Meister – Downhill
- drei Weltcup-Erfolge und Gesamtwertung – Downhill

2003
- Britischer Meister – Downhill
- ein Weltcup-Erfolg – Downhill

2004
- Europameister – Downhill
- zwei Weltcup-Erfolge und Gesamtwertung – Downhill

2005
- Europameisterschaften – Downhill
- Britischer Meister – Downhill
- zwei Weltcup-Erfolge – Downhill

2006
- ein Weltcup-Erfolg und Gesamtwertung – Downhill

2008
- Weltmeisterschaften – Downhill
- Britischer Meister – Downhill

2009
- Weltmeister – Downhill
- zwei Weltcup-Erfolge – Downhill

2010
- Britischer Meister – Downhill